# Gleichamberg
Gleichamberg è una frazione della città tedesca di Römhild, in Turingia.